# 충청남도대전교육지원청
충청남도대전교육지원청(忠淸南道大田敎育支援廳)은 대한민국 충청남도교육청 소속기관으로 존재했던 지방교육행정기관이다. 2013년 1월 1일 대전광역시교육청 통합으로 폐지되었다. 대전광역시 서구 계백로 1419에 위치하고 있었다.

## 연혁
- 1952년 6월 4일 교육자치제 실시로 대전시 및 대덕군 교육구 설치
- 1962년 1월 6일 교육자치제 폐지
- 1964년 1월 1일 교육자치제 전면 부활로 대전시 및 대덕군 교육청 개청
- 1989년 1월 1일 대전시 및 대덕군교육청을 통합, 대전직할시 교육위원회 성립
- 1991년 3월 26일 광역교육자치제 실시 (대전직할시교육청 및 충청남도대전교육청으로 기관 명칭 변경)
- 2010년 9월 1일 지역교육청의 교육지원청 전환에 의거 충청남도대전교육지원청으로 개칭
- 2013년 1월 1일 대전광역시교육청 통합 관계로 폐지
- 2013년 3월 25일 대전광역시동부교육지원청 개청
- 2013년 4월 10일 대전광역시서부교육지원청 개청

## 조직

### 대전교육지원청 교육장

#### 교육지원과
- 학생지원팀
- 교원지원팀
- 학부모지원팀
- 건강복지지원팀

#### 행정지원과
- 행정지원팀
- 재정지원팀
- 지역사회협력팀
- 시설지원팀

## 소속 기관
- 대전학생교육문화원
- 대전국민체육센터
- 대전학생야영체험장

## 관할 교육기관

### 초등학교
동구
| - 대전가양초등학교 - 대전가오초등학교 - 대전대동초등학교 - 대전대룡초등학교 - 대전대암초등학교 - 대전동광초등학교 - 대전동서초등학교 - 대전삼성초등학교 - 대전성남초등학교 - 대전신흥초등학교 | - 대전용운초등학교 - 대전용전초등학교 - 대전은어송초등학교 - 대전자양초등학교 - 대전천동초등학교 - 대전판암초등학교 - 대전현암초등학교 - 대전흥룡초등학교 - 동대전초등학교 - 동명초등학교 | - 산내초등학교 - 산흥초등학교 - 세천초등학교 |

대덕구
| - 대전대양초등학교 - 대전대화초등학교 - 대전동도초등학교 - 대전동산초등학교 - 대전매봉초등학교 - 대전목상초등학교 - 대전법동초등학교 - 대전비래초등학교 - 대전석봉초등학교 - 대전송촌초등학교 | - 대전양지초등학교 - 대전중리초등학교 - 대전중원초등학교 - 대전화정초등학교 - 새일초등학교 - 신탄진용정초등학교 - 신탄진초등학교 - 와동초등학교 - 장동초등학교 - 회덕초등학교 |

중구
| - 대전글꽃초등학교 - 대전대문초등학교 - 대전대신초등학교 - 대전대흥초등학교 - 대전동문초등학교 - 대전목동초등학교 - 대전목양초등학교 - 대전문성초등학교 - 대전문창초등학교 - 대전문화초등학교 | - 대전버드내초등학교 - 대전보성초등학교 - 대전보운초등학교 - 대전산성초등학교 - 대전석교초등학교 - 대전선화초등학교 - 대전성모초등학교 - 대전신평초등학교 - 대전오류초등학교 - 대전옥계초등학교 | - 대전원평초등학교 - 대전유평초등학교 - 대전중앙초등학교 - 대전중촌초등학교 - 대전태평초등학교 - 산서초등학교 - 서대전초등학교 |

서구
| - 가수원초등학교 - 기성초등학교 - 기성초등학교 길헌분교장 - 대전가장초등학교 - 대전갈마초등학교 - 대전갑천초등학교 - 대전관저초등학교 - 대전구봉초등학교 - 대전금동초등학교 - 대전내동초등학교 | - 대전느리울초등학교 - 대전도마초등학교 - 대전도안초등학교 - 대전둔산초등학교 - 대전둔원초등학교 - 대전둔천초등학교 - 대전만년초등학교 - 대전문정초등학교 - 대전백운초등학교 - 대전변동초등학교 | - 대전복수초등학교 - 대전봉산초등학교 - 대전삼육초등학교 - 대전삼천초등학교 - 대전샘머리초등학교 - 대전서부초등학교 - 대전서원초등학교 - 대전선암초등학교 - 대전성룡초등학교 - 대전성천초등학교 | - 대전수미초등학교 - 대전신계초등학교 - 대전원앙초등학교 - 대전월평초등학교 - 대전유천초등학교 - 대전정림초등학교 - 대전탄방초등학교 - 한밭초등학교 |

유성구
| - 구즉초등학교 - 금성초등학교 - 남선초등학교 - 대덕초등학교 - 대덕초등학교 도룡분교장 - 대전계산초등학교 - 대전관평초등학교 - 대전교촌초등학교 - 대전노은초등학교 - 대전대정초등학교 | - 대전동화초등학교 - 대전두리초등학교 - 대전반석초등학교 - 대전배울초등학교 - 대전봉명초등학교 - 대전상대초등학교 - 대전상원초등학교 - 대전상지초등학교 - 대전송강초등학교 - 대전송림초등학교 | - 대전수정초등학교 - 대전어은초등학교 - 대전용산초등학교 - 대전자운초등학교 - 대전장대초등학교 - 대전전민초등학교 - 대전지족초등학교 - 대전하기초등학교 - 덕송초등학교 - 문지초등학교 | - 봉암초등학교 - 외삼초등학교 - 유성초등학교 - 진잠초등학교 - 학하초등학교 - 흥도초등학교 |

### 중학교
동구
| - 대전가양중학교 - 대전가오중학교 - 대전대성여자중학교 - 대전용운중학교 - 대전은어송중학교 - 동대전중학교 - 동신중학교 - 보문중학교 - 우송중학교 - 충남중학교 | - 한밭여자중학교 - 한밭중학교 |

대덕구
| - 대전경덕중학교 - 대전대청중학교 - 대전대화중학교 - 대전매봉중학교 - 대전법동중학교 - 대전송촌중학교 - 대전용전중학교 - 신탄중앙중학교 - 신탄진중학교 - 오정중학교 | - 중리중학교 - 회덕중학교 |

중구
| - 대전글꽃중학교 - 대전대문중학교 - 대전대성중학교 - 대전동산중학교 - 대전문화여자중학교 - 대전신일여자중학교 - 대전여자중학교 - 대전중앙중학교 - 대전중학교 - 대전태평중학교 | - 동명중학교 - 청란여자중학교 - 충남여자중학교 - 호수돈여자중학교 |

서구
| - 가수원중학교 - 갈마중학교 - 기성중학교 - 대전갑천중학교 - 대전관저중학교 - 대전괴정중학교 - 대전구봉중학교 - 대전남선중학교 - 대전내동중학교 - 대전느리울중학교 | - 대전대신중학교 - 대전도마중학교 - 대전도안중학교 - 대전둔산중학교 - 대전둔원중학교 - 대전만년중학교 - 대전문정중학교 - 대전버드내중학교 - 대전변동중학교 - 대전봉산중학교 | - 대전봉우중학교 - 대전삼육중학교 - 대전삼천중학교 - 대전서중학교 - 대전신계중학교 - 대전월평중학교 - 대전정림중학교 - 대전탄방중학교 - 동방여자중학교 |

유성구
| - 대덕중학교 - 대전관평중학교 - 대전노은중학교 - 대전덕명중학교 - 대전동화중학교 - 대전두리중학교 - 대전문지중학교 - 대전봉명중학교 - 대전송강중학교 - 대전어은중학교 | - 대전외삼중학교 - 대전자운중학교 - 대전장대중학교 - 대전전민중학교 - 대전지족중학교 - 대전체육중학교 - 대전하기중학교 - 성덕중학교 - 유성중학교 - 진잠중학교 |